# Kent Kinnear
Kent Kinnear (nacido el 30 de noviembre de 1966 en Naperville, Illinois), es un exjugador profesional de tenis estadounidense.
Sus mayores éxitos en el tenis fueron en la modalidad de dobles. Durante su carrera ganó 4 títulos de dobles y fue finalista en 15, y su mejor posición en esta modalidad fue en el puesto 24 en 1992. Se retiró en 1999.

## Títulos en dobles (4)
| Resultado | N.º | Año  | Torneo                              | Superficie    | Compañero          | Oponentes en la final             | Marcador      |
| --------- | --- | ---- | ----------------------------------- | ------------- | ------------------ | --------------------------------- | ------------- |
| Finalista | 1.  | 1990 | Torneo de Tokio, Japón              | Dura          | Brad Pearce        | Mark Kratzmann Wally Masur        | 6-3, 3-6, 4-6 |
| Finalista | 2.  | 1991 | Torneo de Seúl, Corea del Sur       | Dura          | Sven Salumaa       | Alex Antonitsch Gilad Bloom       | 6-7, 1-6      |
| Finalista | 3.  | 1991 | Torneo de Atlanta, Indianápolis     | Dura          | Sven Salumaa       | Ken Flach Robert Seguso           | 6-7, 4-6      |
| Ganador   | 1.  | 1991 | Torneo de Brasilia, Brasil          | Tierra batida | Roger Smith        | Ricardo Acioly Mauro Menezes      | 6-4, 6-3      |
| Finalista | 4.  | 1992 | Torneo de Las Vegas, EE. UU.        | Dura          | Sven Salumaa       | Mark Keil Dave Randall            | 6-4, 1-6, 2-6 |
| Finalista | 5.  | 1992 | Indian Wells, EE. UU.               | Dura          | Sven Salumaa       | Steve DeVries David Macpherson    | 6-4, 3-6, 3-6 |
| Finalista | 6.  | 1992 | Masters de Miami, EE. UU.           | Dura          | Sven Salumaa       | Ken Flach Todd Witsken            | 4-6, 3-6      |
| Finalista | 7.  | 1992 | Torneo de Viena, Austria            | Moqueta       | Udo Riglewski      | Ronnie Båthman Anders Järryd      | 3-6, 5-7      |
| Finalista | 8.  | 1994 | Torneo de Seúl, Corea del Sur       | Dura          | Sébastien Lareau   | Stephane Simian Kenny Thorne      | 4-6, 6-3, 5-7 |
| Finalista | 9.  | 1994 | Torneo de Newport, EE. UU.          | Hierba        | David Wheaton      | Alex Antonitsch Greg Rusedski     | 4-6, 6-3, 4-6 |
| Ganador   | 2.  | 1994 | Torneo de Pekín, China              | Moqueta       | Tommy Ho           | David Adams Andréi Oljovski       | 7-6, 6-3      |
| Ganador   | 3.  | 1995 | Torneo de Los Ángeles, EE. UU.      | Dura          | Brent Haygarth     | Scott Davis Goran Ivanišević      | 6-4, 7-6      |
| Finalista | 10. | 1995 | Torneo de Tel Aviv, Israel          | Dura          | David Wheaton      | Jim Grabb Jared Palmer            | 4-6, 5-7      |
| Finalista | 11. | 1996 | Torneo de Yakarta, Indonesia        | Dura          | Dave Randall       | Rick Leach Scott Melville         | 1-6, 6-2, 1-6 |
| Finalista | 12. | 1996 | Torneo de Hong Kong                 | Dura          | Dave Randall       | Patrick Galbraith Andréi Oljovski | 3-6, 7-6, 6-7 |
| Finalista | 13. | 1996 | Torneo de Singapur                  | Dura          | Kevin Ullyett      | Rick Leach Jonathan Stark         | 4-6, 4-6      |
| Finalista | 14. | 1997 | Torneo de Newport, EE. UU.          | Hierba        | Aleksandar Kitinov | Justin Gimelstob Brett Steven     | 3-6, 4-6      |
| Ganador   | 4.  | 1997 | Brighton International, Reino Unido | Tierra batida | Aleksandar Kitinov | Alberto Martín Chris Wilkinson    | 7-6, 6-2      |
| Finalista | 15. | 1998 | Torneo de Las Vegas, EE. UU.        | Dura          | David Wheaton      | Michael Tebbutt Cyril Suk         | 6-4, 1-6, 6-7 |